# ДС-У2-В
ДС-У2-В (- вибрационный) — тип советских научно-исследовательских космических аппаратов разработанных в ОКБ-586 (ныне КБ «Южное») и предназначенных для исследования ионосферы Земли, а также для определения вибрационных нагрузок на космический аппарат при шахтном пуске ракета-носителя.

## История создания
В декабре 1959 года создается Межведомственный научно-технический совет по космическим исследованиям при Академии Наук СССР во главе с академиком М. В. Келдышем, на который возлагается разработка тематических планов по созданию космических аппаратов, выдача основных тематических заданий, научно-техническая координация работ по исследованию и освоению верхних слоёв атмосферы и космического пространства, подготовка вопросов организации международного сотрудничества в космических исследованиях.
Членом Президиума Межведомственного научно-технического совета по космическим исследованиям утверждается М. К. Янгель. В области прикладных задач проведения подобных работ было поручено НИИ-4 Министерства обороны СССР.
В 1962 году в программу второй очереди пусков ракеты-носителя «63С1», были включены космические аппараты «ДС-А1», «ДС-П1», «ДС-МТ» и «ДС-МГ».
Положительные результаты первых работ, подтвердившие перспективность дистанционных методов решения научных и прикладных задач, стимулировали огромный поток заявок на разработки новых научно-исследовательских космических аппаратов с различной целевой аппаратурой на борту.
После проведения поисковых проектных работ по разработке новой модификации исследовательских спутников стало очевидно, что в связи с многообразием исследовательских задач и различиями между требованиями к новой серии, разработать аппарат одного типа было практически невозможно.
В 1963 году было принято решение о создании трёх модификаций унифицированной спутниковой платформы:
- ДС-У1 — неориентированный в пространстве космический аппарат с химическими источниками энергии;
- ДС-У2 — неориентированный в пространстве космический аппарат с солнечными батареями, в качестве источника энергии;
- ДС-У3 — ориентированный на Солнце космический аппарат с солнечными батареями, в качестве источника энергии.

Малые космические спутниковые платформы стали инструментальной базой для организации международного сотрудничества в области исследования космического пространства по программе «Интеркосмос».

## Особенности конструкции

### Корпус
Основным узлом каждой модификации унифицированной платформы является герметичный корпус, выполненный из специального алюминиевого сплава — АМг-6, что было продиктовано необходимостью обеспечения определенных климатических условий в середине корпуса аппарата. Цилиндрический корпус длиной 1,46 м. и диаметром 0,8 м. условно разделён на три отсека:
- отсек научной аппаратуры;
- отсек комплекса основных и вспомогательных систем;
- отсек электроснабжения.

### Солнечные батареи
Солнечная батарея общей площадью 5 м2 представляет собой восьмигранную призму с четырьмя поворотными панелями. Основанием солнечной батареи является штампованный каркас, выполненный из комбинации алюминиевых и магниевых сплавов.
На гранях и торцевых поверхностях каркаса устанавливаются стационарные панели солнечной батареи. Четыре поворотные панели прикреплены к каркасу с помощью поворотных механизмов.
В транспортном положении поворотные панели солнечной батареи закреплены на каркасе в свёрнутом положении. Открепление и установка солнечных панелей происходит во время отделения космического аппарата от ракеты-носителя.
На всех модификациях спутниковых платформ «ДС-У2» и «ДС-У3» применялись фотоэлектрические системы электроснабжения с солнечными батареями кремниевых фотопреобразователей и электрохимическими батареями серебряно-цинковых аккумуляторов, работающих в буферных зарядно-рязрядных режимах.

### Бортовой аппаратный комплекс
Бортовой аппаратный комплекс космического аппарата типа «ДС-У2-В» предназначается для командно-информационного, энергетического, климатического и сервисного обеспечения функционирования аппаратуры целевого назначения космического аппарата.
В состав радиотехнического комплекса входит:
- «БРКЛ-Б» — аппаратура командной радиолинии связи, представляет собой узкополосный приёмник-дешифратор переданных с Земли сигналов для преобразования их в команды немедленного исполнения;
- «Краб» — аппаратура радиоконтроля орбиты и телесигнализации представляет собой передатчик высокостабильного двухчастотного когерентного сигнала излучения, который используется наземной станцией для определения орбитальной скорости космического аппарата, а также для передачи информации с датчиков телеметрии;

- «Трал-П2» — аппаратура телеконтроля с запоминающим устройством «ЗУ-2С».

В состав научной аппаратуры входит:
- «БРС-2М» (ИС-1158М) — быстродействующая радиотелеметрическая система с 16 датчиками для измерения вибрационных режимов точек крепления шасси ко второй ступени ракеты-носителя и точек установки аппаратуры на приборных фермах и элементов конструкции космического аппарата;[7]
- «Маяк-03» — усовершенствованный радиопередатчик.

Для создания условий измерения вибраций, максимально приближенных к реальным, на космических аппаратах на базе спутниковой платформы «ДС-У2-В» были установлены массо-габаритные макеты солнечных батарей и комплекса дополнительной аппаратуры. 

## Предназначения платформы
Спутниковая платформа космических аппаратов типа «ДС-У2-В» была предназначена для проведения следующих научных экспериментов:
- определение вибрационных перегрузок, которым мог быть подвержен космический аппарат при выведении на орбиту из шахтного стартового комплекса;
- исследование распространения электромагнитных волн в ионосфере и в верхних слоях атмосферы Земли.[1]

Заказчиками и постановщиками данных научных экспериментов были ОКБ-586 (ныне — КБ «Южное») и Институт земного магнетизма, ионосферы и распространения радиоволн АН СССР (ныне — ИЗМИРАН).

## Эксплуатация
На базе платформы «ДС-У2-В» было разработано и запущено со стартовой площадки космодрома «Капустин Яр» четыре космических аппаратов серии «Космос», а именно:
- «Космос-93» — запущенный 19 октября 1965 года;[2]
- «Космос-95»
- «Космос-197»
- «Космос-202»

## Результаты экспериментов
По результатам запусков уточнены значения уровней и диапазонов частот вибраций космического аппарата, что позволило провести доработку и усовершенствование шасси крепления космического аппарата и рассчитать допустимые рабочие диапазоны жёсткости.
Также в процессе полёта удалось определить электронную концентрацию в окрестности космического аппарата и свойства ионосферы на пути распространения когерентных волн от аппарата до точки наблюдения.